# Ecphorella wellmani
Ecphorella wellmani är en myrart som först beskrevs av Auguste-Henri Forel 1909.  Ecphorella wellmani ingår i släktet Ecphorella och familjen myror. Inga underarter finns listade i Catalogue of Life.

## Bildgalleri

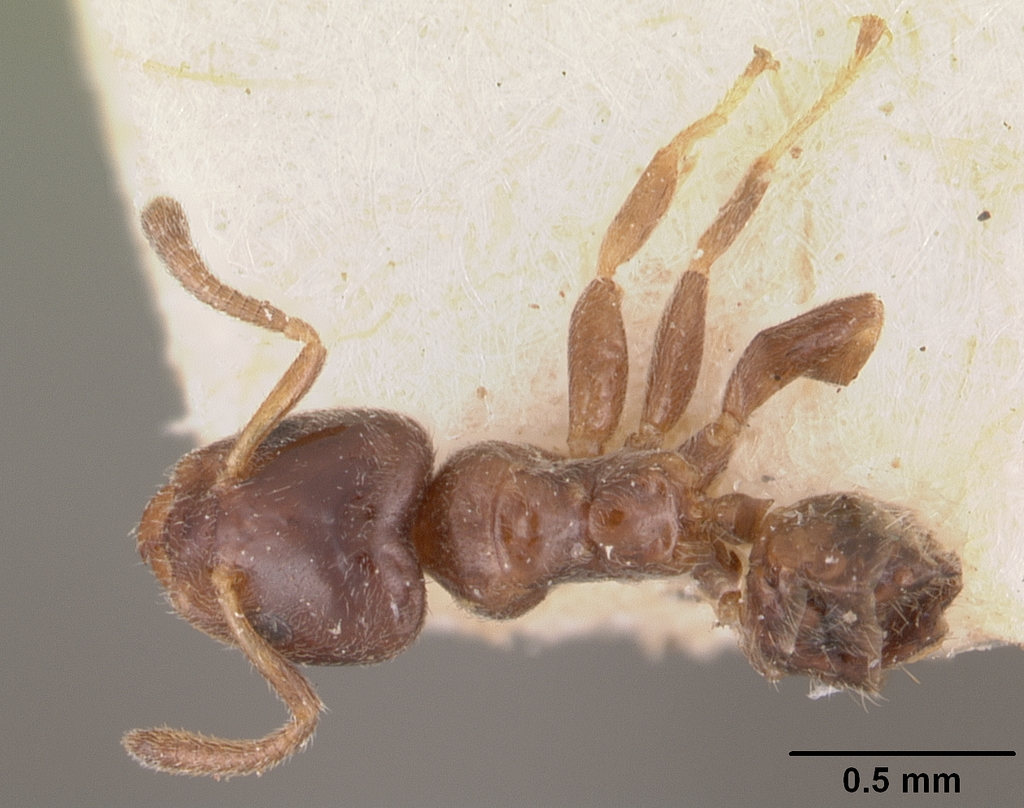
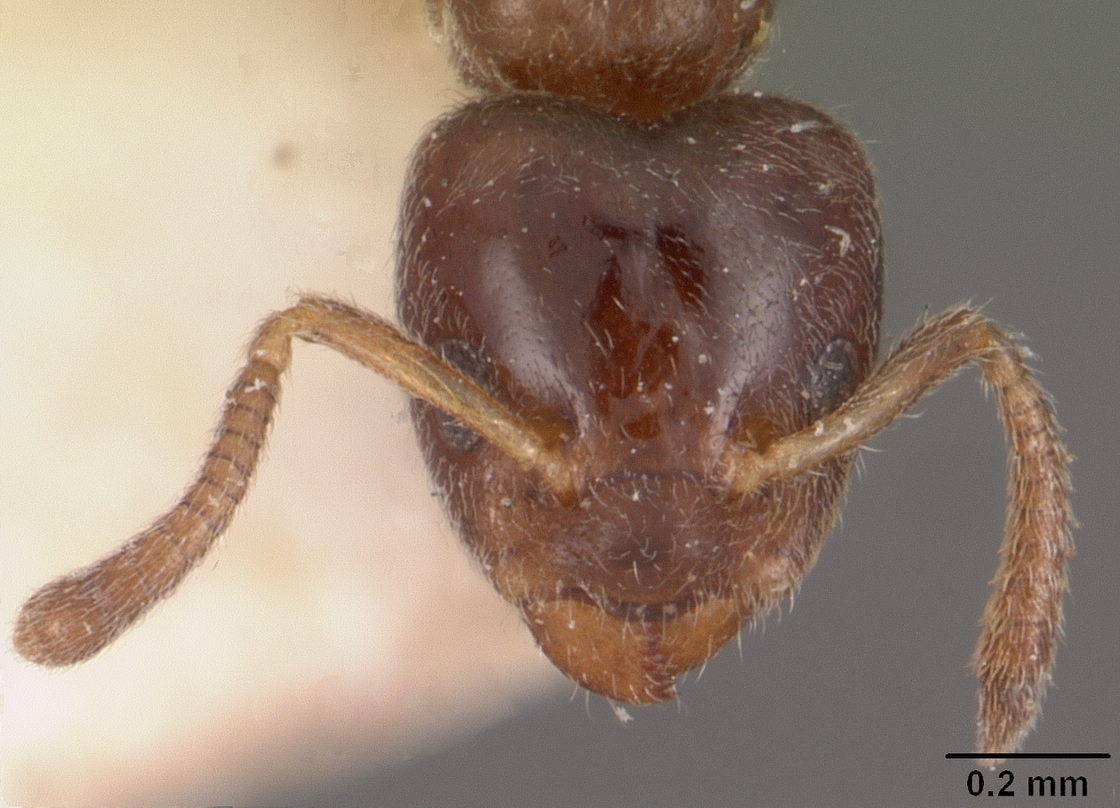
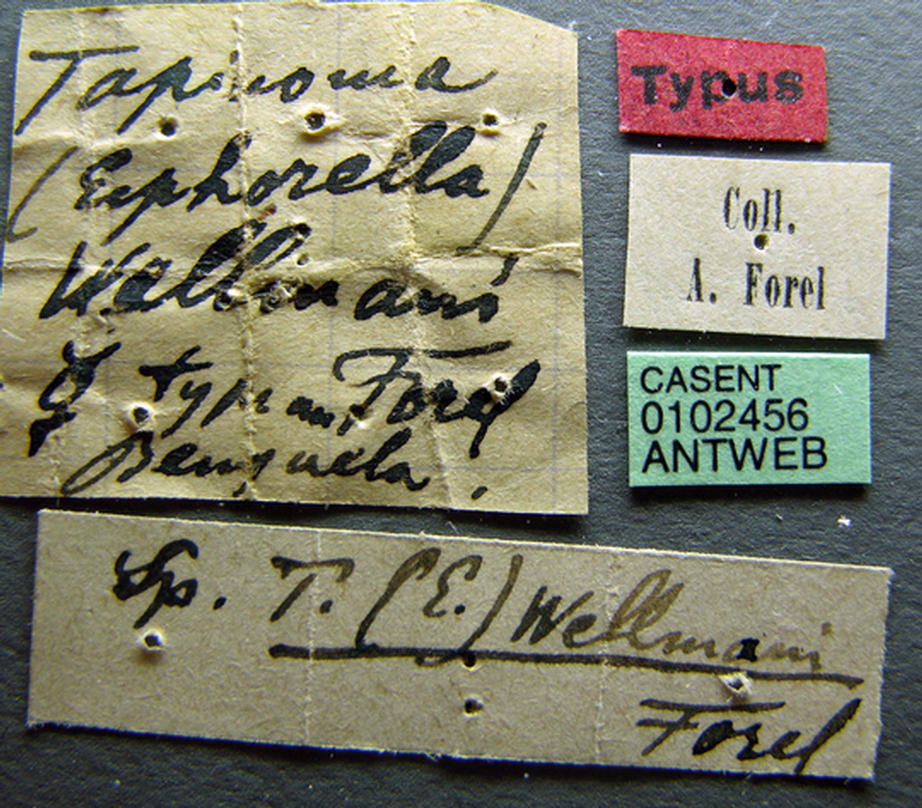
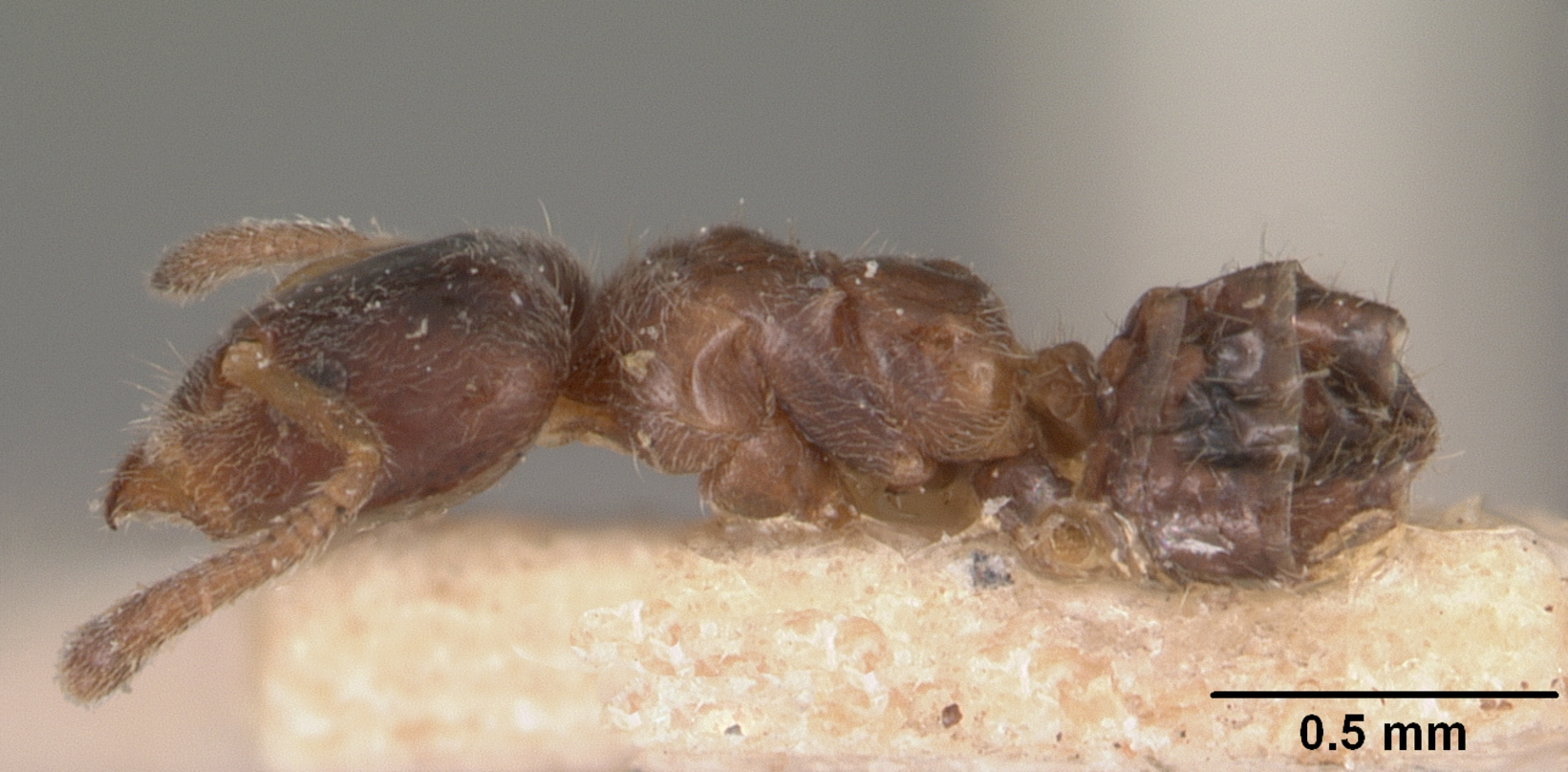